# LHA
LHA는 프리웨어 압축 프로그램 및 파일 형식의 하나이다. 요시자키 하루야스(일본어: 吉崎栄泰)가 1988년에 최초로 개발하여 LHarc라는 이름을 붙였다. 개정판에는 LHx라는 이름이 임시로 붙여졌다가 결국 LH라는 이름으로 공개되었다. 그 후 MS-DOS 5.0의 LH(loadhigh) 명령어와의 혼동을 피하기 위해 LHA라는 이름으로 바뀌었다.
세계적으로 많이 사용되고 있지는 않지만, 일본에서는 아직도 널리 사용되고 있다. 이드 소프트웨어사는 둠 등의 초창기 게임 배포를 위해 LHA 형식을 사용한 바 있다. 또한 LHA는 아미가 컴퓨터용으로 포팅이 되기도 했다. 마이크로소프트에서는 윈도우 XP의 압축 폴더 기능에서 LHA 형식의 압축 파일을 지원하는 애드온을 일본에서만 공개했다.

## 같이 보기
- ZIP
- 압축 소프트웨어의 비교